# Mollëkuqe
Mollëkuqe – wieś położona w północnej części Albanii w gminie Qafë-Mali. Wieś znajduje się 81 kilometrów od stolicy państwa, Tirany.

## Demografia
Według spisu ludności z 1989 roku we wsi Mollëkuqe mieszkało 320 mieszkańców.